# 6nergies.net
6nergies.net, était un réseau d'affaires créée par Alain Lefebvre en 2004 qui a disparu en juin 2008 et qui était exploité par la société Artracing Le Bourget du Lac.
Le nom de 6nergies renvoie aux six degrés de séparation mis en évidence par Stanley Milgram : un message physique arrive généralement à bon port en passant par seulement 6 « personnes-relais », pouvant s'appeler par leur prénom.

## Historique
Développée par Cleverage en Pologne « 50 % moins cher » en mode offshore, 6nergies réunissait plus de 20 000 membres en 2007 et proposait des liens croisés mutuels, des services de Microblogging appelé Signal social et d'interfaçage avec Facebook sans publicité avec des rencontres sociales :
- Le « Club 6nergies » comprenait environ 160 membres ayant payé une cotisation de 30 euros ;
  - Le "Ambassador's Club" réunissait 8 fondateurs, dans le cadre 6nergies AC une SAS à capital variable minimum de 129 000 euros créée en décembre 2005 et radiée le 20/08/2008, ayant acheté une part minoritaire de 17 % de la société Artracing valorisée à 2 200 000 euros. En juillet 2006, 6nergies AC SAS était détenue par 17 associés-ambassadeurs ayant versé 305 000 euros[10].

## Objectif
Selon Alain Lefebvre, un individu professionnel croise en moyenne 5 000 personnes au cours de sa vie professionnelle. Sur ces 5 000 personnes, il y en a environ 10 % avec lesquelles il souhaite conserver des relations, soit 500 personnes. Or, on sait que le cerveau humain ne peut maintenir simultanément plus de 125 connexions sociales : 6nergies mise donc son développement sur le reconnecting.

## Liquidation
La société Artracing (6nergies) est liquidée le 23 juin 2008.
6nergies n'a pas offert à ses utilisateurs la possibilité de sauvegarder les données dont ils sont l'objet,,,,,,,,,,, ; ce dernier avait refusé l'implémentation de rencontres d'affaires à très haute vitesse selon la méthodologie de la Junior Chamber International (JCI) préconisée par Daniel Rodet et Eugène Motte en 2006.